# Thapelo Phora
Thapelo Phora (21 novembre 1991) è un velocista sudafricano.

## Record nazionali
- Staffetta 4×400 metri indoor: 3'08"45  ( Portland, 19 marzo 2014) (Thapelo Phora, Ofentse Mogawane, Jon Seeliger, Shaun de Jager)

## Palmarès
| Anno | Manifestazione      | Sede     | Evento      | Risultato  | Prestazione | Note                                     |
| ---- | ------------------- | -------- | ----------- | ---------- | ----------- | ---------------------------------------- |
| 2016 | Mondiali indoor     | Portland | 4×400 m     | Batteria   | 3'08"45     | [ 1 ]                                    |
| 2016 | Campionati africani | Durban   | 400 m piani | Semifinale | 47"73       |                                          |
| 2018 | Campionati africani | Asaba    | 400 m piani | Argento    | 45"14       |                                          |
| 2018 | Campionati africani | Asaba    | 4×400 m     | Argento    | 3'03"50     |                                          |
| 2019 | Giochi panafricani  | Rabat    | 400 m piani | Argento    | 45"59       |                                          |
| 2019 | Giochi panafricani  | Rabat    | 4×400 m     | Argento    | 3'03"18     |                                          |
| 2019 | Mondiali            | Doha     | 400 m piani | Semifinale | 45"24       |                                          |
| 2019 | Mondiali            | Doha     | 4×400 m     | Batteria   | 3'02"06     |                                          |
| 2021 | Giochi olimpici     | Tokyo    | 400 m piani | Batteria   | 45"83       | Miglior prestazione personale stagionale |
| 2021 | Giochi olimpici     | Tokyo    | 4×400 m     | Batteria   | 3'01"18     |                                          |